# Jill Sudduth
Pour les articles homonymes, voir Sudduth.
Jill Sudduth, née le 9 septembre 1971 à Baltimore, est une nageuse synchronisée américaine.

## Carrière
Lors des Jeux olympiques de 1996 à Atlanta, Jill Sudduth est sacrée championne olympique par équipes avec Tammy Cleland, Suzannah Bianco, Heather Pease, Becky Dyroen-Lancer, Nathalie Schneyder, Heather Simmons-Carrasco, Jill Savery, Emily Lesueur et Margot Thien,.